# Tilbert Haberfeld
Tilbert Haberfeld (* um 1935) ist ein Schweizer Badmintonspieler. 

## Karriere
Tilbert Haberfeld wurde 1955 erstmals nationaler Meister in der Schweiz. Weitere Titelgewinne folgten 1956 und 1961.

## Sportliche Erfolge
| Saison | Veranstaltung                   | Disziplin    | Platz | Name                                 |
| ------ | ------------------------------- | ------------ | ----- | ------------------------------------ |
| 1955   | Schweizer Einzelmeisterschaften | Herrendoppel | 1     | Tilbert Haberfeld / Edwin Lenzlinger |
| 1956   | Schweizer Einzelmeisterschaften | Mixed        | 1     | Tilbert Haberfeld / D. Hegar         |
| 1956   | Schweizer Einzelmeisterschaften | Herrendoppel | 1     | Tilbert Haberfeld / Edwin Lenzlinger |
| 1961   | Schweizer Einzelmeisterschaften | Mixed        | 1     | Tilbert Haberfeld / Sally Conzett    |